# Lluís II Gonzaga
Lluís II Gonzaga, II de Màntua -en italià: Ludovico II Gonzaga- (? 1334 - Màntua, Senyoriu de Màntua, octubre de 1382) fou un noble italià de la família Gonzaga que va esdevenir senyor de Màntua entre 1369 i 1382.

## Llinatge
Va néixer el 1334 sent el segon fill de Guiu I Gonzaga i la seva tercera esposa, Beatriu de Bar. Fou net per línia paterna de Lluís I Gonzaga i Riquilda Ramberti, i per línia materna d'Eduard I de Bar i Maria de Borgonya. Es casà el 16 de febrer de 1365 amb Alda d'Este, filla d'Obizzo III d'Este i Lippa Ariosti. D'aquesta unió nasqueren:
- Francesc I Gonzaga (1366-1407), senyor de Màntua
- Elisabet Gonzaga (?-1432), casada el 1386 amb Carlo I Malatesta

## Ascens al poder
A la mort del seu pare, ocorreguda el setembre de 1369, fou nomenat senyor de Màntua i Capità General del Poble, tant d'aquesta ciutat com de Reggio de l'Emília, si bé abandonà el poder d'aquesta ciutat el 1371. Durant el seu mandat continuaren les lluites entre güelfs i gibel·lins, unes lluites que foren molt cruentes durant el regnat del seu pare. Lluís II intentà pacificà la situació mitjançant el compromís del seu hereu Francesc amb Agnès Visconti, filla del seu enemic Bernabé Visconti i Beatriu della Scala, demostrant unes grans dots diplomàtiques.